# Atlantic Beach (Florida)
Atlantic Beach ist eine Stadt im Duval County im US-Bundesstaat Florida. Das U.S. Census Bureau hat bei der Volkszählung 2020 eine Einwohnerzahl von 13.513 ermittelt.

## Geographie
Atlantic Beach liegt direkt am Atlantik und grenzt an die Städte Jacksonville und Neptune Beach.

## Demographische Daten
Laut der Volkszählung 2010 verteilten sich die damaligen 12.655 Einwohner auf 6174 Haushalte. Die Bevölkerungsdichte lag bei 1304,6 Einw./km². 82,5 % der Bevölkerung bezeichneten sich als Weiße, 10,8 % als Afroamerikaner, 0,5 % als Indianer und 1,9 % als Asian Americans. 1,5 % gaben die Angehörigkeit zu einer anderen Ethnie und 2,8 % zu mehreren Ethnien an. 5,4 % der Bevölkerung bestand aus Hispanics oder Latinos.
Im Jahr 2010 lebten in 25,3 % aller Haushalte Kinder unter 18 Jahren sowie 29,2 % aller Haushalte Personen mit mindestens 65 Jahren. 60,8 % der Haushalte waren Familienhaushalte (bestehend aus verheirateten Paaren mit oder ohne Nachkommen bzw. einem Elternteil mit Nachkomme). Die durchschnittliche Größe eines Haushalts lag bei 2,29 Personen und die durchschnittliche Familiengröße bei 2,82 Personen.
21,9 % der Bevölkerung waren jünger als 20 Jahre, 23,4 % waren 20 bis 39 Jahre alt, 30,3 % waren 40 bis 59 Jahre alt und 24,4 % waren mindestens 60 Jahre alt. Das mittlere Alter betrug 44 Jahre. 48,2 % der Bevölkerung waren männlich und 51,8 % weiblich.
Das durchschnittliche Jahreseinkommen lag bei 65.441 $, dabei lebten 10,5 % der Bevölkerung unter der Armutsgrenze.
Im Jahr 2000 war Englisch die Muttersprache von 93,36 % der Bevölkerung, spanisch sprachen 4,49 % und 2,15 % hatten eine andere Muttersprache.>

## Schulen
- Atlantic Beach Elementary School
- Joseph Finegan Elementary School
- Mayport Elementary School
- Mayport Middle School
- Marine Science Education Center, High School

## Verkehr
Atlantic Beach wird von den Florida State Roads A1A und 10 durchquert bzw. tangiert. Die nächsten Flughäfen sind der Jacksonville Executive at Craig Airport (10 km westlich) sowie der Jacksonville International Airport (40 km nordwestlich).

## Kriminalität
Die Kriminalitätsrate lag im Jahr 2010 mit 299 Punkten (US-Durchschnitt: 266 Punkte) im durchschnittlichen Bereich. Es wurden fünf Vergewaltigungen, 18 Raubüberfälle, 49 Körperverletzungen, 98 Einbrüche, 298 Diebstähle und 20 Autodiebstähle verzeichnet.